# Alán Gaglóyev
Alán Eduardovich Gaglóyev (en osetio: Гаглойты Эдуарды фырт Алан; Tsjinvali, 6 de febrero de 1981) es un oficial de inteligencia y político suroseta. Es presidente del partido nacionalista y rusófilo Nijas, y desde el 24 de mayo de 2022 se desempeña como presidente de Osetia del Sur.
Alán Gaglóyev se graduó de la Universidad Estatal de Osetia del Sur en 2002 y fue contratado por el Ministerio de Desarrollo Económico de Osetia del Sur como especialista principal del departamento de apoyo a las pequeñas y medianas empresas. Gaglóyev se postuló para presidente de Osetia del Sur en 2017 y 2022. En las elecciones de 2022, obtuvo el 38.55% de los votos en la primera ronda, superando al presidente en funciones Anatoli Bibílov. Ganó la segunda vuelta con más del 50% de los votos.

## Resultados electorales

### Presidente de Osetia del Sur
|  | 38,55 % |

|  | 56,08 % |